# محمد نبي عظيمي
الجنرال محمد نبي عظيمي (بالدرية: جنرال محمد نبی عظیمی) كان نائب وزير الدفاع في جمهورية أفغانستان الديمقراطية الذي لعب دورًا حاسمًا في سقوط الرئيس محمد نجيب الله. كان الجنرال محمد نبي عظيمي من أصل طاجيكي ينتمي إلى فصيل برجم من الحزب الديمقراطي الشعبي الأفغاني.    كان أيضًا سفير إلى المملكة المتحدة.